# 戸部正直
戸部 正直（とべ まさなお、正保2年（1645年）- 宝永4年（1707年））は『奥羽永慶軍記』の撰者。

## 生涯
秋田県雄勝郡横堀村出身である。通称は権三郎または清右衛門。
若い頃から家を出て、故郷にいたのは25歳から31歳までと、死ぬ前の3・4年だけで、その間は全て諸国の遊歴にすごし、種々の奇談を知っていたと言われる。『奥羽永慶軍記』が成った元禄11年（1681年）は江戸にいたと思われる。『奥羽永慶軍記』を佐竹家の江戸屋敷に献上したと言われ、それは彼が54歳の時であった。『奥羽永慶軍記』は40巻、そのうちの6巻は異補であって世に伝わっていない。水戸光圀の知遇も得ていたという。